# István Keglevich

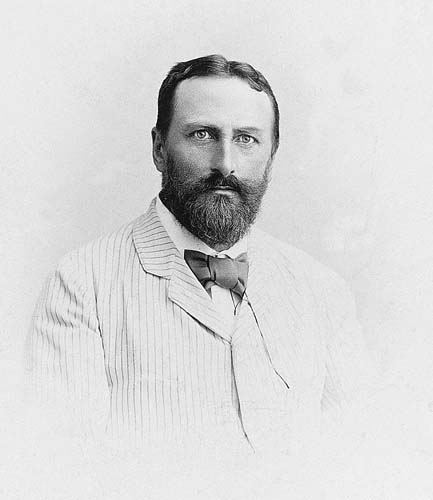
István Keglevich

István Graf Keglevich von Buzin (* 8. Dezember 1840 in Wien; † 29. Mai 1905 in Budapest) war ein ungarischer Politiker und Intendant.

## Leben
István Keglevich wurde als Sohn des Hofbeamten János Keglevich und von Viktoria Folliot-Creneville in eine kroatisch-ungarische Adelsfamilie geboren. Er schlug zunächst 1857 die militärische Laufbahn ein und stieg bis zum Rang eines Oberstleutnants auf. Von 1865 bis 1867 war Keglevich Landtagsabgeordneter der Konservativen Partei und widmete sich anschließend dem wirtschaftlichen Leben. 1880 wurde er zum Vorsitzenden des Wirtschaftsverbands im Komitat Bars gewählt und spendete für den Bau des Krankenhauses in Aranyosmarót 20.000 Kronen. 1884 wurde er als Parteiloser zum Reichstagsabgeordneten des Wahlbezirks Aranyosmarót gewählt, trat jedoch bald der Liberalen Partei bei. Bereits im Folgejahr legte er sein Mandat nieder, als er nach dem Rücktritt von Frigyes Podmaniczky zum Intendanten der Ungarischen Staatsoper und des Nationaltheaters ernannt wurde. Von dieser Position trat er 1887 zurück, war jedoch von 1898 bis 1902 erneut Intendant.
Da er aufgrund des Erbrechts seinen Sitz im Magnatenhaus hätte abtreten müssen, ernannte ihn König Franz Joseph I. zum Mitglied auf Lebenszeit. Bei den Wahlen 1905 wurde er als Mitglied der Liberalen Partei zum Reichstagsabgeordneten des Wahlbezirks Técső im Komitat Máramaros gewählt, starb jedoch wenige Monate später bei einem Duell.